# Cortaderia splendens
Cortaderia splendens là một loài thực vật có hoa trong họ Hòa thảo. Loài này được Connor mô tả khoa học đầu tiên năm 1971.